# 聖馬丁縣 (門多薩省)

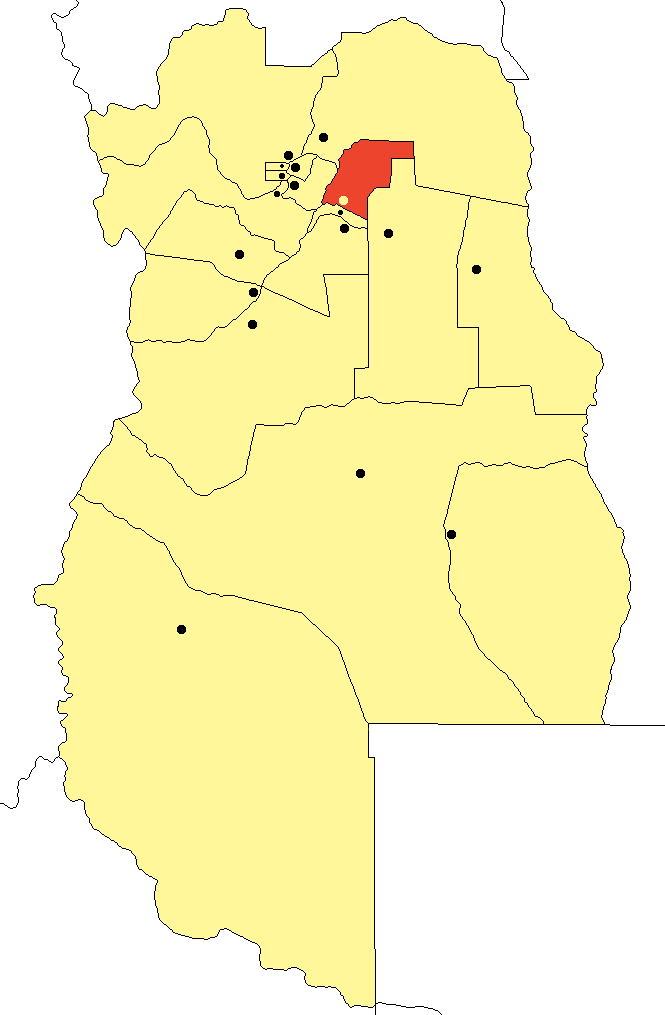

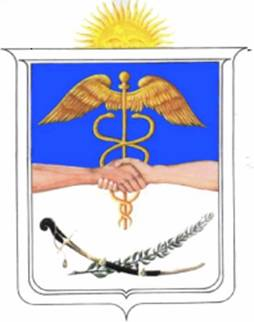

33°4′0″S 68°19′0″W / 33.06667°S 68.31667°W
聖馬丁縣（西班牙語：Departamento San Martín），是阿根廷的縣份，位於該國西部門多薩省，首府設於聖馬丁，面積1,504平方公里，該地區的地震活動頻繁和低強度，2010年人口118,220，人口密度每平方公里78.6人。